# Тале-Сар (Чабоксар)
Тале-Сар (перс. تله سر) — село в Ірані, у дегестані Ушіян, у бахші Чабоксар, шагрестані Рудсар остану Ґілян. У переписі 2006 року вказане як окремий населений пункт, але без відомостей про чисельність населення.

## Клімат
Середня річна температура становить 12,04°C, середня максимальна – 25,72°C, а середня мінімальна – -2,55°C. Середня річна кількість опадів – 648 мм.
| Клімат поселення                              | Клімат поселення | Клімат поселення | Клімат поселення | Клімат поселення | Клімат поселення | Клімат поселення | Клімат поселення | Клімат поселення | Клімат поселення | Клімат поселення | Клімат поселення | Клімат поселення | Клімат поселення |
| Показник                                      | Січ.             | Лют.             | Бер.             | Квіт.            | Трав.            | Черв.            | Лип.             | Серп.            | Вер.             | Жовт.            | Лист.            | Груд.            |                  |
| Середній максимум, °C                         | 7,86             | 6,98             | 8,75             | 14,65            | 19,79            | 24,00            | 25,72            | 25,52            | 21,89            | 18,55            | 13,00            | 8,71             |                  |
| Середня температура, °C                       | 3,10             | 2,23             | 3,98             | 9,86             | 15,02            | 19,25            | 22,01            | 21,82            | 18,17            | 14,84            | 9,28             | 5,00             |                  |
| Середній мінімум, °C                          | −1,68            | −2,55            | −0,8             | 5,10             | 10,25            | 14,47            | 18,28            | 18,10            | 14,46            | 11,13            | 5,57             | 1,29             |                  |
| Норма опадів, мм                              | 53               | 52               | 69               | 49               | 46               | 25               | 21               | 25               | 54               | 106              | 79               | 69               |                  |
| Середньомісячна швидкість вітру, м/с          | 2.15             | 2.50             | 2.68             | 2.64             | 2.35             | 2.13             | 2.02             | 2.05             | 1.96             | 2.00             | 2.21             | 2.03             |                  |
| Середньомісячна сонячна радіація, кДж/м²·день | 7640             | 9844             | 12116            | 15953            | 19425            | 21026            | 21371            | 18683            | 15312            | 11176            | 9074             | 7230             |                  |
| --------------------------------------------- | ---------------- | ---------------- | ---------------- | ---------------- | ---------------- | ---------------- | ---------------- | ---------------- | ---------------- | ---------------- | ---------------- | ---------------- | ---------------- |
| Джерело:                                      |                  |                  |                  |                  |                  |                  |                  |                  |                  |                  |                  |                  |                  |